# Bradley (nome)
Bradley  è un nome proprio di persona inglese maschile.

## Varianti
- Ipocoristici: Brad[1][2]

## Origine e diffusione
Riprende il cognome inglese Bradley, a sua volta derivato da diversi toponimi britannici; è di origine inglese antica, composto da brad ("ampio") e leah ("radura"), e vuol dire quindi "ampia radura".
Il secondo elemento che lo compone si ritrova anche in diversi altri nomi inglesi, quali Hayley, Harley, Shirley, Shelley, Stanley, Ashley e via dicendo.

## Onomastico
Il nome è adespota e quindi l'onomastico viene festeggiato il 1º novembre, giorno dedicato alla festa di Ognissanti.

## Persone

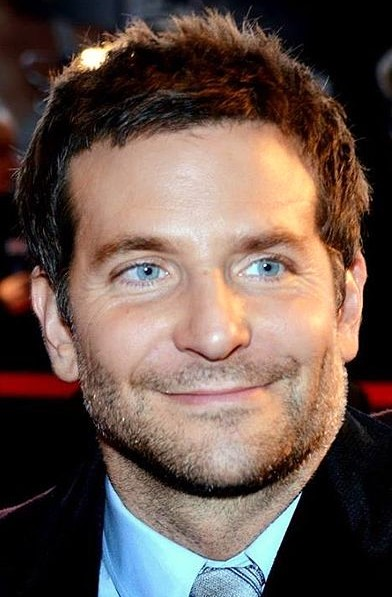
Bradley Cooper

- Bradley Beal, cestista statunitense
- Bradley Cooper, attore statunitense
- Bradley James, attore britannico
- Bradley Joseph, compositore, pianista e tastierista statunitense
- Bradley Kahlefeldt, triatleta australiano
- Bradley M. Kuhn, programmatore e hacker statunitense
- Bradley Manning, nome alla nascita di Chelsea Manning, militare, informatica e attivista statunitense
- Bradley McGee, ciclista su strada e pistard australiano
- Bradley Nowell, musicista statunitense
- Bradley Smith, pilota motociclistico britannico
- Bradley Steven Perry, attore statunitense
- Bradley Whitford, attore statunitense
- Bradley Wiggins, pistard e ciclista su strada britannico

## Il nome nelle arti
- Bradley "Brad" Bellick è un personaggio della serie televisiva Prison Break.